# Ромов, Анатолий Сергеевич
Анатолий Сергеевич Ромов (род. 22 февраля 1935, Москва) — советский прозаик, сценарист, преимущественно в детективном жанре. Внебрачный сын Владимира Татлина.

## Биография
В 1955 году окончил Ленинградское мореходное училище (среднее), плавал на судах морского флота. В 1957 году в газете «Морской флот» было опубликовано первое художественное произведение Ромова, рассказ «Первый груз». В этом же году был принят в Литературный институт им. Горького (на прозаический семинар писателя Бориса Бедного, автора повести «Девчата», по которой был снят одноимённый нашумевший фильм, и одновременно на поэтический семинар Михаила Светлова). В 1961 году окончил Литературный институт. С 1959 по 1962 год работал штатным разъездным корреспондентом журнала «Смена».
В 1962 году поступил на Высшие сценарные курсы Госкино СССР, в мастерскую писателя и кинодраматурга, классика советской кинодраматургии Евгения Габриловича (в этом наборе вместе с Ромовым учились также Илья Авербах, Алесь Адамович, Фридрих Горенштейн, Юрий Клепиков, Марк Розовский).
С 1975 года широко публиковался в центральных издательствах и журналах СССР и России.
C начала 1990-х годов вдвоем с сыном уехал из страны, живёт в Нью-Йорке, США.
Был женат на праправнучке великого поэта А. С. Пушкина Наталье Игоревне Пушкиной

### Семья
- Родители:
  - Отец — Владимир Татлин (1885—1953), художник, скульптор, архитектор; основоположник конструктивизма. Приемный отец — Сергей Матвеевич Ромов (1885—1939), русско-французский писатель-искусствовед, тема — художественный авангард.[2]
  - Мать — Нина Бам (1901—1975), писатель, драматург, журналист, автор литературных записей, вышедших отдельными книгами в 1947—1948 гг. в Госполитиздате воспоминаний сестры жены Сталина, Анны Аллилуевой, и отца жены Сталина Сергея Аллилуева. За книгу «Воспоминания» (литзапись Н. Бам) А. С. Аллилуева в 1947 году была, по указанию Сталина, приговорена к 10 годам заключения в одиночной камере, и этот срок отбыла полностью.[2]
- Дети:
  - Сергей Анатольевич Ромов[2]
  - Филипп Анатольевич Ромов[2]
  - Нина Анатольевна Ромова[2]

## Произведения
В центральных издательствах и журналах СССР и России были опубликованы с 1975 по 2001 год и неоднократно переиздавались остросюжетные романы и повести:
- «Об этом дано знать не всем»
- «Хокуман-отель»
- «Похитители облаков»
- «В чужих не стрелять»
- «Воздух»
- «Приз»
- «Чужие здесь не ходят»
- «Таможенный досмотр»
- «Следы в пустоте»
- «Колье Шарлотты»
- «Алмазы шаха»
- «Перстень Саломеи»
- «Знак тёмной лошади»
- «Тень чужака»
- «Фуфель»
- «Человек в пустой квартире»
- «Условия договора»
- «Совсем другая тень»
- «Перед выходом в рейс»
- «Ордер на убийство»
- «Декамерон по-русски»
- «Миллиард долларов наличными»
- «Бешеный куш»,
- «Выстрел без предупреждения»
- «Смерть по высшим расценкам»
- «При невыясненных обстоятельствах»
- «Соучастник» — в сборнике «При невыясненных обстоятельствах», М.: «Молодая гвардия», 1984, серия Стрела
- «Беспорной версии нет» — в сборнике издат. Патриот, 1990

и многие другие.
Семь из вышеперечисленных произведений вошли в энциклопедическую серию «Советский детектив» и в серию «Мастера советского детектива».
Ромов также написал научно-фантастическую повесть «Голубой ксилл» (1984).

## Экранизация произведений
Всего по сценариям и по мотивам произведений Анатолия Ромова поставлено более десяти фильмов; пять из них, «Колье Шарлотты», «В полосе прибоя», «Алмазы шаха», «Фуфель» и «Чужие здесь не ходят» регулярно выходят в эфир на каналах телевидения России и СНГ.
Первый художественный фильм по сценарию А. Ромова, снятый на «Ленфильме» режиссёром Николаем Розанцевым, «Скрытый враг — Амнистии не подлежит», был запрещён и уничтожен по требованию министра внутренних дел СССР Н. Щёлокова, как порочащий звание советского милиционера. Выход фильма на экраны СССР был запрещён в 1969 году потому, что совпал с покушением на генсека Л. И. Брежнева, которое совершил вооружённый мужчина переодетый в форму милиции, что совпало с сюжетом фильма «Скрытый враг/Амнистии не подлежит» — шпион в форме милиционера ловко обманывает КГБ и совершает убийство.
Щёлоков написал в ЦК КПСС письмо, в котором обвинил создателей фильма в политических ошибках и деятельности, порочащей честь советской милиции. Правительство решило фильм уничтожить. Гневное письмо министра Щёлокова в ЦК КПСС обсуждалось в министерстве культуры СССР и все создатели фильма были наказаны в различной форме. Принято решение фильм не тиражировать, то есть не показывать в кинотеатрах, взамен сделать фильм с другим содержанием, следуя указаниям правительства. Решение принималось на уровне министра внутренних дел СССР Н. А. Щелокова и секретаря ЦК КПСС П. Н. Демичева. 
Текст письма министра МВД СССР Н. А. Щёлокова в ЦК КПСС:

На студии «Ленфильм» завершены съемки художественной кинокартины «Амнистии не подлежит» (режиссёр Н. Розанов, сценарист А. Ромов), которая, по нашему убеждению, содержит серьёзные политические ошибки. В качестве матёрого врага Советской власти, предателя Родины, резидента иностранной разведки в этом фильме выступает начальник районного отдела милиции. Такая тенденциозная трактовка образа руководящего работника органов внутренних дел может вызвать у зрителей глубокое негодование и недоверие к сотрудникам милиции, может породить искаженное представление о том, что в милиции работают люди, мировоззрение и убеждения которых враждебны кровным интересам советского народа и Коммунистической партии. Вызывает справедливое возмущение не только злостное искажение облика работника милиции, но и очевидная фальсификация действительности. В истории советской милиции не было случая, чтобы её руководящий работник стал бы агентом империалистической разведки. Обращает на себя внимание вредная тенденция сюжета, которая фактически противопоставляет органы КГБ, разоблачившие предательскую деятельность работника милиции, органам внутренних дел. Пропаганда с помощью кино такого рода надуманных «конфликтов» может в равной степени нанести ущерб авторитету органов госбезопасности и внутренних дел. Кинофильм «Амнистии не подлежит» порочит честь и достоинство работников милиции, противоречит требованиям ноябрьского постановления ЦК КПСС и Совета министров СССР к творческим организациям о правдивом отображении деятельности органов внутренних дел, всемерном укреплении их авторитета среди трудящихся. Прошу Вашего указания о запрещении выпуска на экран картины «Амнистии не подлежит». Вместе с тем при производстве кинофильмов, отображающих деятельность органов внутренних дел, было бы целесообразно учитывать мнение МВД СССР.
Первоначальный сценарий Анатолия Ромова и режиссёра Розанцева написан в 1967 году и назывался «Скрытый враг». Потом цензура заставила режиссёра сменить название на «Амнистии не подлежит» и тот фильм был уничтожен по письму министра МВД СССР Н. А. Щёлокова.

Согласно поручению заместителя заведующего отделом культуры ЦК КПСС тов. Черноуцана И. С. от 26 июня с. г., Комитет по кинематографии рассмотрел письмо министра внутренних дел СССР тов. Щелокова Н. А. о фильме «Амнистии не подлежит» (производства киностудии «Ленфильм»). Принято решение фильм не тиражировать, все исходные материалы вернуть на студию. Директору киностудии тов. Киселеву И. Н. дано указание внести предложения о переделке кинокартины с учетом высказанных в письме тов. Щелокова Н. А. замечаний.
Записка председателя Комитета по делам кинематографии при Совете министров СССР Алексея Романова, направленная в ЦК КПСС 3 июля 1969 года.— Письмо министра внутренних дел СССР Н.А. Щелокова секретарю ЦК КПСС П. Н. Демичеву от 13 июня 1969 года 
А затем последовали переделка сценария и съёмки уже другого фильма под названием «Развязка». Премьера фильма «Развязка» в СССР состоялась 26 января 1970 года.

## Радиоспектакли
- 1978 — «Следы в пустоте»